# Sostenibilitat
|  | Aquest article tracta sobre gestió a llarg termini dels recursos per garantir el futur més global i transversal. Si cerqueu el compromís voluntari de les empreses per actuar èticament i amb impacte social i ambiental immediat, vegeu «Responsabilitat social corporativa». |

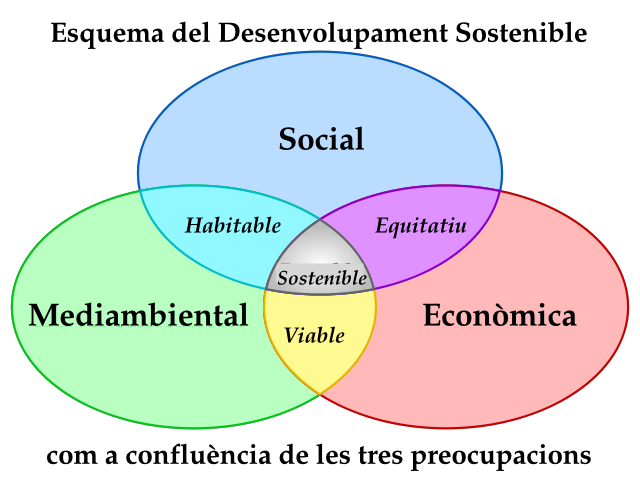
Esquema dels tres pilars del desenvolupament Sostenible

La sostenibilitat és un concepte econòmic, social i ecològic complex entorn de les relacions entre les societats i el medi ambient. Pretén ser una manera d'organitzar l'activitat humana de manera que la societat i els seus membres siguin capaços de satisfer les seves necessitats i expressar el seu potencial màxim en el present al mateix temps que es manté la biodiversitat i els ecosistemes naturals, i planejar i actuar per poder mantenir aquests ideals indefinidament. La sostenibilitat afecta a tots els nivells organitzatius, des del barri fins al planeta sencer. És sovint una qüestió controvertida. Va ser un dels eixos del Fòrum Universal de les Cultures, Barcelona-2004.
La sostenibilitat consisteix a proveir el millor possible avui sense posar en perill els recursos de demà, és a dir, exactament evitar el que la cultura popular anomena mal va qui no pensa per l'endemà, aplicat en el sentit més ampli i a tota mena de recursos: econòmics, materials, humans, socials i ambientals. L'Informe Brundtland de 1987 ho defineix tècnica i oficialment com a «satisfer les necessitats de la generació actual sense comprometre la capacitat per satisfer les necessitats de les generacions futures.»
En economia, el creixement sostenible consisteix en augments d'ingressos actuals tals que es puguin mantenir al llarg del temps sense comprometre els futurs. Per exemple, una inversió que permet produir més i, per tant, fermés negoci i vendre més en principi seria sostenible. Un exemple d'ingressos no sostenibles són els obtinguts ràpidament per la venda d'empreses, ja que després no es pot guanyar diners amb elles, i en general la venda o supressió de recursos materials o humans, pel mateix motiu, o d'un local necessari si després s'ha de llogar més car.

## Etimologia
El terme original va ser desenvolupament sostenible, adoptat pel programa de l'Agenda 21 de les Nacions Unides.

## Història
El concepte modern de sostenibilitat es remunta al període després de la Segona Guerra Mundial, quan una visió utòpica de creixement econòmic impulsat per la tecnologia va donar pas a una percepció que la qualitat del medi ambient estava estretament relacionada amb el desenvolupament econòmic. Durant els moviments ecologistes dels anys 60, l'interès va créixer amb força, quan llibres populars com ara Silent Spring (Primavera Silenciosa) de Rachel Carson (1962) i The Population Bomb (L'explosió demogràfica) de Paul R. Ehrlich (1968) van fer créixer la conscienciació del públic.
El 1968 es formà el Club de Roma, un grup d'economistes i científics europeus que el 1972 varen publicar The Limits to Growth (Els límits del creixement), que parlava d'un nou col·lapse imminent de capacitat de càrrega i que calia abandonar el model econòmic actual perquè ja no era sostenible, és a dir, que no es podia mantenir gaire temps més, encara que hom volgués, per esgotament irreversible dels recursos necessaris per a continuar amb ell. Es van formar grups que donaven suport a la idea, com ara el Worldwatch Institute el 1975, que en un principi proposava com a idea controlar el creixement demogràfic per a intentar aturar aquesta tendència. Es va demostrar que allò no era possible i que el que calia era buscar alternatives d'organització i desenvolupament social, econòmic i polític tenint en compte els recursos naturals com a font de recursos materials (alimentaris, energètics, d'aigua, etc.) necessaris per la vida humana. Més tard, va haver grups que van començar a establir estàndards ambientals i mesures coercitives.
L'Organització per l'alimentació i l'agricultura (FAO), que va ser l'encarregada d'informar del progrés mundial en la implementació dels dels quatre capítols de l'Agenda 21 (sòl, boscos, muntanyes, agricultura sostenible i desenvolupament rural) per les Nacions Unides reconeix:
| « | La sostenibilitat té a veure amb una de les qüestions més importants per la cooperació tecnològica: es mantindran els beneficis i resultats assolits gràcies al projecte i millorats pels usuaris finals i la seva comunitat segons el seu propi compromís i recursos un cop s'hagi acabat el suport extern? La qüestió comporta una anàlisi complexa de qüestions relacionades amb aquest concepte ampli, incloent l'acceptabilitat i ús que es faci dels resultats i recursos del projecte pels grups esperats i la seva capacitat de mantenir els resultats, i l'entorn polític i institucional per permetre'ls de fer-ho. | » |

Algunes organitzacions que han provat d'incorporar valors sostenibilistes a l'economia global són el Consell Internacional de mineria i metalls i la Iniciativa minera global.

## Evolució del concepte
Al començament la sostenibilitat només va interessar per a evitar un col·lapse de capacitat de càrrega, i en un primer moment es veia com un problema gairebé únicament de superpoblació. Diversos estudis suggereixen que la població actual a la Terra, més de set mil milions mig, és excessiva i no pot ser sostenible pel nostre planeta amb l'organització política actual, l'actual sistema econòmic i l'actual tecnologia. La humanitat ja ha superat dues crisis de capacitat de càrrega anteriors, a la primera els humans van deixar de ser caçadors i recol·lectors, i a la segona, fa només quatre generacions, van incorporar la indústria massiva d'alta energia.
Molta gent ha assenyalat diferents pràctiques i filosofies en aparença estrictament econòmiques al món d'avui que són contràries a la sostenibilitat. Per exemple, els crítics de la societat americana assenyalen que la filosofia de creixement econòmic il·limitat i consum són totalment insostenibles i provocaran grans problemes a la civilització humana en el futur. La idea és que no es pot consumir cada vegada més a partir de recursos cada vegada més nombrosos perquè els recursos totals a la Terra no són infinits, sinó limitats.
Actualment l'anomenada "crisi" financera d'alguns països del món occidental al segle xxi està fonamentada també en la manca de sostenibilitat. El creixement econòmic no productiu, com l'especulació i la compravenda d'accions a la borsa, són econòmicament insostenibles. Aquestes pràctiques consisteixen a guanyar diners comprant habitatges, empreses, països, etc. a un preu i venent-los després més cars, sense fer-hi cap canvi. Un accionista que inverteix en una empresa o país no es conforma que aquesta tingui sempre beneficis regulars, encara que aquests siguin molt quantiosos, ja que només guanya diners si després la ven més cara. És a dir que necessita que cada any l'empresa faci més diners que l'anterior, fent el mateix, i de manera indefinida al temps fins a l'infinit. Una altra manera ràpida que té de fer diners és desfer-se de recursos per a tenir diners de manera immediata (liquidar); és a dir vendre terrenys i edificis, tancar fàbriques i serveis, fer fora treballadors, deixar de comprar matèries primeres, etc.; però així el que s'aconsegueix a mig terme és que, amb menys recursos, aquesta empresa pugui produir cada vegada menys i oferir menys serveis i de pitjor qualitat, que ingressi menys diners i tingui menys beneficis: un paradigma de no-sostenibilitat.

## Sostenibilitat = economia + societat + medi ambient
La sostenibilitat, i el desenvolupament sostenible, per definició inclou sempre obligatòriament els tres àmbits econòmic, social i ambiental. Així el desenvolupament sostenible requereix un desenvolupament tant econòmic com social mentre es protegeix el medi ambient. En el moment que no es té en compte un o dos d'ells deixa de tractar-se de sostenibilitat.
El vessant ambiental fa referència als recursos de la Terra i a la qualitat de vida pel que fa a la higiene, alimentació, salut, habitatge, contaminació, etc. El vessant social fa referència als recursos humans, tant des del punt de vista individual (ergonòmic, psicològic, ètic, etc.) com de comunitat (drets humans, valors socials, interacció a la societat, comunicació, decòrum, etc.).
Perquè aquestes coses puguin durar al llarg del temps cal que econòmicament siguin possibles (factibles), tant la posada en marxa com el manteniment i continuïtat (durabilitat). Aquest vessant econòmic en general obligarà prendre decisions de compromís, ja que ni el cost econòmic es pot minimitzar absolutament ni els altres camps es poden maximitzar a l'infinit. Cal un estudi de factibilitat que avalua la viabilitat econòmica i tècnica i tots els factors que poden influir en el projecte.
La política és l'eina que permet manipular i controlar aquestes tres variables. Les opcions polítiques poden ser més o menys sostenibles segons la ideologia, les decisions i els actes dels dirigents que les duen a terme. La sostenibilitat és un tipus de política econòmica, social i (no o) ambiental integrades. Les polítiques sostenibles es poden aplicar al sector públic (governs) i al privat (empreses, cooperatives, associacions).
L'ecologia industrial és una àrea multidisciplinària que pretén assimilar el funcionament dels sistemes industrials al dels ecosistemes naturals. Això implica una interrelació d'indústries i una relació sostenible amb el medi natural i social que envolta el sistema industrial. És amb aquest interès que s'han proposat marcs de treballs oberts i globals com ara City Protocol.

## Conceptes similars
El concepte de sostenibilitat s'assembla molt a altres conceptes filosòfics més antics, com per exemple la filosofia de les "set generacions" dels nadius americans, que establia que els caps havien de considerar sempre els efectes de les seves accions sobre els seus descendents fins a la setena generació propera.

## Respostes de les parts interessades no governamentals

### Empreses
La pràctica de negoci sostenible combina problemes mediambientals amb socials i econòmics. En un dels sistemes de comptabilitat per aquest enfocament es fa servir la frase "persones, planeta i benefici". El nom d'aquest enfocament és triple resultat. L'economia de cicle tancat és un concepte relacionat. El seu objectiu és separat la pressió sobre el medi ambient del creixement econòmic.
Un dels principals problemes en l'àrea d'ESG és la divulgació d'informació. Els riscos mediambientals creats per l'activitat empresarial tenen un impacte negatiu real o potencial sobre l'aire, la terra, l'aigua, els ecosistemes i la salut humana. La informació sobre la qual un inversor pren les seves decisions a nivell financer és recopilada prou senzillament. La manca de normes clares i el seguiment transparent han portat a temors que les declaracions d'ESG serveixin principalment per a fins de greenwashing i altres objectius de l'empresa per a les relacions amb el públic, que distreu de les iniciatives més substancials de millora del medi ambient i la societat.

### Comunitats religioses
Els líders religiosos recalquen la importància de cuidar la natura i la sostenibilitat mediambiental. El 2015, més de 150 líders de diverses confessions van fer una declaració conjunta a la cimera del clima de les Nacions Unides a París el 2015.

### Individus
Les persones també poden viure de manera més sostenible. Poden canviar el seu estil de vida, practicar el consum ètic i adherir-se a la frugalitat. 236 Aquests enfocaments a l'estil de vida sostenible també poden fer les ciutats més sostenibles. Ho fan canviant l'entorn construït. Aquests enfocaments inclouen el transport sostenible, l'arquitectura sostenible i l'habitatge amb emissions zero. Les investigacions poden identificar els principals problemes a abordar.